# Monty Python's Big Red Book
Monty Python's Big Red Book è il primo libro dei Monty Python che include maggiormente del materiale derivato e rielaborato dai loro primi anni nel Monty Python's Flying Circus. Venne pubblicato nel 1971 dalla Methuen Publishing Ltd.
È stato pubblicizzato in America nel 1975 dalla Warner Books.
Così come il comico contenuto, il titolo stesso è un riferimento umoristico al Libretto rosso di Mao Tse-Tung, sebbene il libro abbia una copertina blu.
È menzionato in un episodio di Doctor Who intitolato Silence in the Library.